# Бободжанов, Орифджон
Орифджон (Ориф) Бободжанов (1931 — ?) — главный зоотехник колхоза им. С.Урунходжаева Ходжентского района Таджикской ССР, Герой Социалистического Труда (22.03.1966).
Родился 05.10.1931 в кишлаке Шайх Бурхон Ходжендского района.
Окончил Худжандский сельхозтехникум (1950) и Таджикский СХИ (1955).
В 1955—1970 гг. главный зоотехник колхоза «Москва» (с 1967 им. С.Урунходжаева) Ходжентского района - крупнейшего в регионе сельскохозяйственного предприятия, которым руководил его земляк Саидходжа Урунходжаев. 
Заслуженный зоотехник Таджикской ССР (1957). За высокие показатели по производству шерсти присвоено звание Героя Социалистического Труда (22.03.1966).
С 1970 г. зав. фермой того же колхоза.